# Pterolophia salomonum
Pterolophia salomonum är en skalbaggsart som beskrevs av Stefan von Breuning 1938. Pterolophia salomonum ingår i släktet Pterolophia och familjen långhorningar. Inga underarter finns listade i Catalogue of Life.